# Championnat du Luxembourg de football 1988-1989
Navigation
Saison précédente Saison suivante
La saison 1988-1989 du Championnat du Luxembourg de football est la 75e édition du championnat de première division au Luxembourg. Les dix meilleurs clubs du pays se retrouvent au sein d'une poule unique, la Division Nationale, où ils s'affrontent deux fois, à domicile et à l'extérieur. À l'issue de cette première phase, les six premiers jouent la poule pour le titre. En bas de classement, les quatre derniers disputent une poule de promotion-relégation avec les huit meilleurs clubs de Promotion d'Honneur, la deuxième division luxembourgeoise.
C'est le club du CA Spora Luxembourg qui remporte le titre en terminant en tête du classement de la poule finale, avec 3,5 points d'avance sur le tenant du titre, la Jeunesse d'Esch et 5 sur l'Union Luxembourg. C'est le 11e titre de champion du Luxembourg de l'histoire du Spora.

## Les 12 clubs participants
| - CA Spora Luxembourg - Progrès Niedercorn - Swift Hesperange - Olympique Eischen - CS Grevenmacher | - Union Luxembourg - AS La Jeunesse d'Esch - Avenir Beggen - Red Boys Differdange - CS Pétange - Promu de Promotion d'Honneur |

## Compétition

### Première phase
Le barème utilisé pour établir le classement est le suivant :
- Victoire : 2 points
- Match nul : 1 point
- Défaite : 0 point

| Rang | Équipe               | Pts | J  | G  | N | P  | Bp | Bc | Diff |
| ---- | -------------------- | --- | -- | -- | - | -- | -- | -- | ---- |
| 1    | Jeunesse d'Esch (T)  | 29  | 18 | 14 | 1 | 3  | 44 | 6  | +38  |
| 2    | Red Boys Differdange | 27  | 18 | 11 | 5 | 2  | 31 | 13 | +18  |
| 3    | Union Luxembourg     | 26  | 18 | 12 | 2 | 4  | 45 | 15 | +30  |
| 4    | CA Spora Luxembourg  | 24  | 18 | 9  | 6 | 3  | 35 | 17 | +18  |
| 5    | Avenir Beggen        | 22  | 18 | 8  | 6 | 4  | 34 | 20 | +14  |
| 6    | CS Grevenmacher      | 15  | 18 | 6  | 3 | 9  | 27 | 37 | -10  |
| 7    | Swift Hesperange     | 13  | 18 | 5  | 3 | 10 | 20 | 36 | -16  |
| 8    | Progrès Niedercorn   | 9   | 18 | 4  | 1 | 13 | 18 | 44 | -26  |
| 9    | Olympique Eischen    | 8   | 18 | 2  | 4 | 12 | 17 | 48 | -31  |
| 10   | CS Pétange (P)       | 7   | 18 | 2  | 3 | 13 | 14 | 49 | -35  |

|  | Qualification pour la poule pour le titre            |
|  | Participation à la poule de promotion-relégation     |
|  | (T) Tenant du titre (P) : Promu de deuxième division |

### Seconde phase

#### Poule pour le titre
Les 6 équipes démarrent la seconde phase avec la moitié des points acquis lors de la première phase.
| Rang | Équipe               | Pts  | J  | G | N | P | Bp | Bc | Diff |
| ---- | -------------------- | ---- | -- | - | - | - | -- | -- | ---- |
| 1    | CA Spora Luxembourg  | 29   | 10 | 7 | 3 | 0 | 24 | 9  | +15  |
| 2    | Jeunesse d'Esch (T)  | 25,5 | 10 | 5 | 1 | 4 | 14 | 12 | +2   |
| 3    | Union Luxembourg (C) | 24   | 10 | 4 | 3 | 3 | 12 | 15 | -3   |
| 4    | Avenir Beggen        | 22   | 10 | 5 | 1 | 4 | 22 | 12 | +10  |
| 5    | CS Grevenmacher      | 21,5 | 10 | 2 | 4 | 4 | 14 | 14 | 0    |
| 6    | Red Boys Differdange | 9,5  | 10 | 1 | 0 | 9 | 5  | 24 | -19  |

|  | Qualification pour la Coupe d'Europe des clubs champions 1989-1990                           |
|  | Qualification pour la Coupe des Coupes 1989-1990                                             |
|  | Qualification pour la Coupe UEFA 1989-1990                                                   |
|  | (T) Tenant du titre (C) Vainqueur de la Coupe du Luxembourg (P) : Promu de deuxième division |

#### Phase de promotion-relégation
Les clubs de Promotion d'Honneur sont indiqués en italique. Les 2 premiers de chaque poule participeront au championnat de Division Nationale la saison prochaine.

##### Poule A
| \| Rang \| Équipe \| Pts \| J \| G \| N \| P \| Bp \| Bc \| Diff \| \| ---- \| ------------------- \| --- \| -- \| - \| - \| - \| -- \| -- \| ---- \| \| 1 \| Swift Hesperange \| 16 \| 10 \| 7 \| 2 \| 1 \| 24 \| 10 \| +14 \| \| 2 \| Aris Bonnevoie \| 14 \| 10 \| 6 \| 2 \| 2 \| 27 \| 11 \| +16 \| \| 3 \| Sporting Mertzig \| 12 \| 10 \| 4 \| 4 \| 2 \| 20 \| 14 \| +6 \| \| 4 \| FC Wiltz 71 \| 8 \| 10 \| 2 \| 4 \| 4 \| 14 \| 23 \| -9 \| \| 5 \| Olympique Eischen \| 5 \| 10 \| 2 \| 1 \| 7 \| 17 \| 30 \| -13 \| \| 6 \| Young Boys Diekirch \| 5 \| 10 \| 1 \| 3 \| 6 \| 14 \| 28 \| -14 \| |                     |     |    |   |   |   |    |    |      |
| Rang | Équipe              | Pts | J  | G | N | P | Bp | Bc | Diff |
| 1 | Swift Hesperange    | 16  | 10 | 7 | 2 | 1 | 24 | 10 | +14  |
| 2 | Aris Bonnevoie      | 14  | 10 | 6 | 2 | 2 | 27 | 11 | +16  |
| 3 | Sporting Mertzig    | 12  | 10 | 4 | 4 | 2 | 20 | 14 | +6   |
| 4 | FC Wiltz 71         | 8   | 10 | 2 | 4 | 4 | 14 | 23 | -9   |
| 5 | Olympique Eischen   | 5   | 10 | 2 | 1 | 7 | 17 | 30 | -13  |
| 6 | Young Boys Diekirch | 5   | 10 | 1 | 3 | 6 | 14 | 28 | -14  |

##### Poule B
| \| Rang \| Équipe \| Pts \| J \| G \| N \| P \| Bp \| Bc \| Diff \| \| ---- \| --------------------- \| --- \| -- \| - \| - \| - \| -- \| -- \| ---- \| \| 1 \| Fola Esch \| 16 \| 10 \| 7 \| 2 \| 1 \| 16 \| 5 \| +11 \| \| 2 \| Alliance Dudelange \| 13 \| 10 \| 4 \| 5 \| 1 \| 17 \| 12 \| +5 \| \| 3 \| Progrès Niedercorn \| 12 \| 10 \| 5 \| 2 \| 3 \| 24 \| 9 \| +15 \| \| 4 \| Koeppchen Wormeldange \| 10 \| 10 \| 4 \| 2 \| 4 \| 12 \| 17 \| -5 \| \| 5 \| CS Obercorn \| 6 \| 10 \| 2 \| 2 \| 6 \| 7 \| 18 \| -11 \| \| 6 \| CS Pétange \| 3 \| 10 \| 1 \| 1 \| 8 \| 9 \| 24 \| -15 \| |                       |     |    |   |   |   |    |    |      |
| Rang | Équipe                | Pts | J  | G | N | P | Bp | Bc | Diff |
| 1 | Fola Esch             | 16  | 10 | 7 | 2 | 1 | 16 | 5  | +11  |
| 2 | Alliance Dudelange    | 13  | 10 | 4 | 5 | 1 | 17 | 12 | +5   |
| 3 | Progrès Niedercorn    | 12  | 10 | 5 | 2 | 3 | 24 | 9  | +15  |
| 4 | Koeppchen Wormeldange | 10  | 10 | 4 | 2 | 4 | 12 | 17 | -5   |
| 5 | CS Obercorn           | 6   | 10 | 2 | 2 | 6 | 7  | 18 | -11  |
| 6 | CS Pétange            | 3   | 10 | 1 | 1 | 8 | 9  | 24 | -15  |

## Bilan de la saison
| Championnat du Luxembourg de football 1988-1989 |                                 |
| Champion                                        | CA Spora Luxembourg (11e titre) |
| Coupes et trophées                              |                                 |
| Vainqueur de la Coupe du Luxembourg 1988-1989   | Union Luxembourg                |
| Qualifications continentales                    |                                 |
| Coupe d'Europe des clubs champions 1989-1990    | CA Spora Luxembourg             |
| Coupe des Coupes 1989-1990                      | Union Luxembourg                |
| Coupe UEFA 1989-1990                            | Jeunesse d'Esch                 |
| Promotions et relégations                       |                                 |
| Promus en Division Nationale                    | Fola Esch                       |
| Promus en Division Nationale                    | Alliance Dudelange              |
| Promus en Division Nationale                    | Aris Bonnevoie                  |
| Relégués en Promotion d'Honneur                 | Olympique Eischen               |
| Relégués en Promotion d'Honneur                 | Progrès Niedercorn              |
| Relégués en Promotion d'Honneur                 | CS Pétange                      |